# Per Collinder
Per Collinder (22. května 1890 – 6. prosince 1974) byl švédský astronom známý svým katalogem otevřených hvězdokup, který vydal v roce 1931 a je dnes znám jako Collinderův katalog. Napsal dvě knihy s názvem History of navigation a Worlds in orbit.
Byl dvakrát ženatý a s první manželkou měl 4 děti.